# 500 miles d'Indianapolis 1925

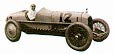
Voiture de marque Duesenberg avec laquelle Pete DePaolo a remporté les 500 miles d'Indianapolis en 1925.

Les 500 miles d'Indianapolis 1925, courus sur l'Indianapolis Motor Speedway et organisés le samedi 30 mai 1925, ont été remportés par le pilote américain Pete DePaolo sur une Duesenberg.

## Grille de départ
| Ligne | Intérieur       | Centre          | Extérieur        |
| 1     | Leon Duray      | Pete DePaolo    | Harry Hartz      |
| 2     | Earl Cooper     | Dave Lewis      | Ralph Hepburn    |
| 3     | Jules Ellingboe | Pietro Bordino  | Peter Kreis (en) |
| 4     | Frank Elliott   | Tommy Milton    | Fred Comer       |
| 5     | Bennett Hill    | William Shattuc | Earl Devore      |
| 6     | Wade Morton     | Herbert Jones   | Ralph DePalma    |
| 7     | Ira Vail        | Bob McDonogh    | Milton Jones     |
| 8     | Phil Shafer     |                 |                  |

La pole fut réalisée par Leon Duray à la moyenne de 182,171 km/h.

## Classement final
| no | Pilote           | Voiture    | Tours | Temps/Abandon   |
| 1  | Pete DePaolo     | Duesenberg | 200   | 4 h 56 min 39 s |
| 2  | Dave Lewis       | Miller     | 200   |                 |
| 3  | Phil Shafer      | Duesenberg | 200   |                 |
| 4  | Harry Hartz      | Miller     | 200   |                 |
| 5  | Tommy Milton     | Miller     | 200   |                 |
| 6  | Leon Duray       | Miller     | 200   |                 |
| 7  | Ralph DePalma    | Miller     | 200   |                 |
| 8  | Peter Kreis (en) | Duesenberg | 200   |                 |
| 9  | William Shattuc  | Miller     | 200   |                 |
| 10 | Pietro Bordino   | Fiat       | 200   |                 |
| 11 | Fred Comer       | Miller     | 200   |                 |
| 12 | Frank Elliott    | Miller     | 200   |                 |
| 13 | Earl Devore      | Miller     | 198   | mécanique       |
| 14 | Bob McDonogh     | Miller     | 188   | mécanique       |
| 15 | Wade Morton      | Duesenberg | 156   | accident        |
| 16 | Ralph Hepburn    | Miller     | 144   | mécanique       |
| 17 | Earl Cooper      | Miller     | 127   | accident        |
| 18 | Bennett Hill     | Miller     | 69    | mécanique       |
| 19 | Herbert Jones    | Miller     | 69    | accident        |
| 20 | Ira Vail         | Miller     | 63    | mécanique       |
| 21 | Milton Jones     | Ford       | 33    | transmission    |
| 22 | Jules Ellingboe  | Miller     | 24    | direction       |

## Sources
- (en) Résultats complets sur le site officiel de l'Indy 500